# Élisabeth Muir
Élisabeth Muir (morte en 1353) est la maîtresse, puis l'épouse légitimée de Robert, 7e Grand Steward d'Écosse, Comte de Strathearn, futur roi d'Écosse sous le nom de Robert II. Un premier mariage est célébré en 1336, mais il est considéré comme non conforme d'un point de vue canonique. Un second mariage légitime le couple en 1349 à la suite d'une dispensation papale datée d'Avignon le 22 novembre 1347.  
Élisabeth Muir (ou Mure) est née au château de Rowallan. Son père était Sir Adam Mure de Rowallan. Elle meurt bien avant que son mari n'hérite en 1371 de la couronne d'Écosse. Elle ne fut donc pas titrée reine consort, mais sera la mère du futur Robert III. 

## Famille
De cette union, naissent dix enfants qui atteignent l'âge adulte :
- John (mort en 1406), qui est roi d'Écosse sous le nom de Robert III, époux d'Annabella Drummond ;
- Walter (mort en 1362), époux d'Isabelle Mac Duff, comtesse de Fife ;
- Robert, comte de Fife (mort en 1420), époux en 1361 de la comtesse Marguerite Graham de Menteith, et en secondes noces en 1381 de Murielle de Beith (morte en 1449) ;
- Alexandre Stuart (mort en 1405), surnommé le « Loup de Badenoch », époux en 1382 d'Euphémie, 1re comtesse de Ross div 1392 ;
- Marguerite, épouse de Jean Ier MacDonald, seigneur des Îles ;
- Marjorie, épouse de John Dunbar, comte de Moray, puis d'Alexandre Keith de Grandown ;
- Élisabeth, épouse Thomas Hay, connétable d'Écosse ;
- Isabelle (morte en 1410), épouse de James, comte de Douglas (mort en 1388), puis en 1389 de David Edmenstone ;
- Jeanne, épouse de John Keith (mort en 1375), puis de Sir John Lyon de Glamis (mort en 1383) et enfin de Sir James Sandisland de Calder ;
- Catherine, épouse de Sir Robert Logan de Grugar et Restalrig, grand amiral d'Écosse.

## Source
- (en) Cet article est partiellement ou en totalité issu de l’article de Wikipédia en anglais intitulé « Elizabeth Mure » (voir la liste des auteurs).